# Joseph Langer

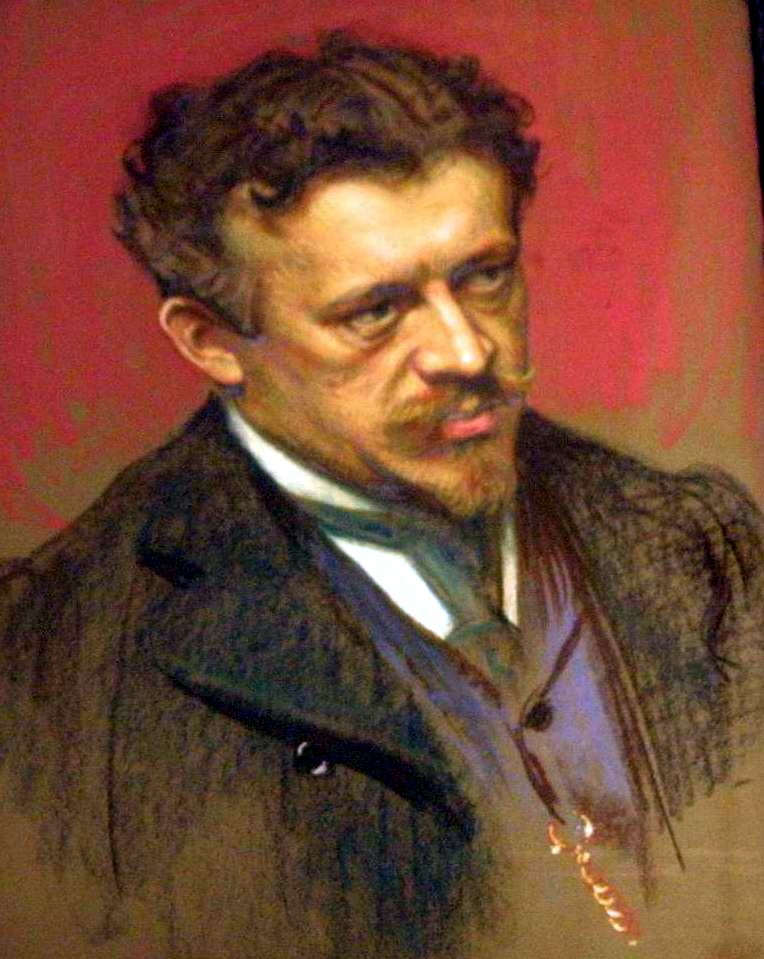
Joseph Langer

Joseph Langer (* 25. März 1865 in Münsterberg in Schlesien; † 3. Dezember 1918 in Breslau) war ein schlesischer Maler, Konservator und Sammler. 

## Leben und Beruf
Nach dem Besuch von Gymnasialkursen absolvierte Langer eine Malerlehre in Frankenstein und Münsterberg. Anschließend besuchte er die Königliche Kunst- und Kunstgewerbeschule in Breslau und unterrichtete dort später Lehrer.
Langer verdiente sich seinen Lebensunterhalt hauptsächlich mit der Ausmalung von Theatersälen, Villen, von Sälen der Universität Breslau und Sakralbauten in Schlesien. Auch fertigte er zahlreiche Porträtbilder und Gemälde mit religiösen Themen. Langer heiratete 1904 seine ehemalige Schülerin Martha Schlaffke.
Er entwarf künstlerische Dekorationen und Kunstglasfenster, malte Fresken und restaurierte die Malereien in zahlreichen Kirchen, u. a. in Liebenau im Kreis Münsterberg. Westlich der Neiße sind es die von 1914 bis 1916 neugebauten evangelischen Kirchen in Daubitz und Rietschen in der Oberlausitz.
Anregungen für seine künstlerischen Arbeiten holte sich Langer bei seinen Aufenthalten in anderen deutschen Städten und auf Reisen nach Italien, Belgien, Holland und Schweden, Paris, England, Schottland und Tunis. Am 3. Dezember 1918 starb Langer nach schwerer Krankheit in Breslau.

## Auszeichnungen
1911 erhielt Joseph Langer in Anerkennung seiner langjährigen konservatorischen Tätigkeit und vor allem für den Abschluss der Arbeiten in der Aula Leopoldina der Breslauer Universität, die Professorenwürde verliehen.

## Nachlass
Sein Nachlass mit wertvollen Sammlungen wurde 1937 von seiner Witwe dem 1932 gegründeten Heimatmuseum der Stadt Münsterberg übergeben. Die Sammlung Langer wurde im seit 1945 polnischen Ziębice erst 1997 im Museum für historischen Hausrat durch die damalige Direktorin Renata Kolega und den Krakauer Kunsthistoriker Adam Organisty entdeckt und der Öffentlichkeit wieder zugänglich gemacht. Die Exponate standen jahrzehntelang im Heizungskeller des Museums, direkt neben einem Heizungsofen. 